# Gea africana
Gea africana là một loài nhện trong họ Araneidae.
Loài này thuộc chi Gea. Gea africana được Eugène Simon miêu tả năm 1895.